# Guido von Usedom (diplomat)
Karl Georg Ludwig Guido von Usedom, född den 17 juli 1805 i Hechingen, död den 22 januari 1884 i San Remo, var en preussisk greve och diplomat.
von Usedom användes i diplomatiska värv av olika slag (1845–1848 och 1849–1854 var han envoyé vid Heliga stolen), några av stor betydelse. Så var han sitt lands representant vid fredsslutet med Danmark i Berlin 1850, och som envoyé i Turin (1863–1869) bidrog han i väsentlig mån till den allians mellan Preussen och Italien mot Österrike, som föregick 1866 års krig mellan dessa makter. von Usedom upphöjdes 1862 i grevligt stånd. Åren 1872–1879 var han generaldirektör för de kungliga museerna.